# 신시아 닉슨
신시아 엘런 닉슨(영어: Cynthia Ellen Nixon, 1966년 4월 9일 ~ )은 미국의 배우이다.